# Ryglice
Ryglice ist eine Stadt im Powiat Tarnowski der Woiwodschaft Kleinpolen in Polen. Sie ist Sitz der gleichnamigen Stadt-und-Land-Gemeinde mit etwa 11.700 Einwohnern.

## Gemeinde
Zur Stadt-und-Land-Gemeinde gehören neben der Stadt Ryglice acht Dörfer mit jeweils einem Schulzenamt.